# Stipa fontanesii
Stipa fontanesii är en gräsart som beskrevs av Filippo Parlatore. Stipa fontanesii ingår i släktet fjädergrässläktet, och familjen gräs. Inga underarter finns listade i Catalogue of Life.